# WOLKE-Schema
Das WOLKE-Schema ist ein einheitliches Vorgehen, um die Einsatzbereitschaft eines Fahrzeuges zu erhalten oder wiederherzustellen. Dabei stehen die Buchstaben in dem Wort WOLKE für 5 zu überprüfende Punkte.
Gebräuchlich ist das WOLKE-Schema als Eselsbrücke vor allem im Bereich der Bundeswehr/Bundesheer sowie Behörden und Organisationen mit Sicherheitsaufgaben (Feuerwehr, THW, Hilfsorganisationen, Polizei). Im zivilen Bereich, allen voran in der Seefahrt, setzt sie sich mittlerweile langsam durch. Manche Fahrschulen vermitteln ihren Fahrschülern das WOLKE-Schema bereits praktisch, damit auch technisch weniger versierte Fahrer das Schema nachvollziehen können und stets ein verkehrstüchtiges Fahrzeug führen.
In den Fahrschulen der DDR war die Verwendung der WOLKE zur Überprüfung der Verkehrstauglichkeit des Kraftfahrzeuges fester Bestandteil in der zivilen und beruflichen Führerscheinausbildung.
Für Gefahrguttransporte kann das Schema auf WOLKEN erweitert werden.
Diese Punkte können alle ohne Werkzeug – lediglich etwas technisches Verständnis vorausgesetzt – überprüft werden. Bestehende Mängel sollen schnellstmöglich behoben werden. Stellt man einen Mangel fest und kann diesen nicht beheben, so ist der nächste Vorgesetzte (Wachführer, Ortsbrandmeister, Gerätewart o. Ä.) zu informieren. Wichtig ist, dass ein bestehender Mangel am Fahrzeug dem nächsten Fahrer bekannt wird: Eine Notiz am Lenkrad oder der Frontscheibe sorgt dafür, dass Folgeschäden vermieden werden.
Im Rahmenplan für den klassenspezifischen Zusatzstoff in den Klassen B und S (2 Doppelstunden) der Fahrschüler-Ausbildungsordnung (FahrschAusbO) findet sich das Thema als verpflichtender Stoff im Themenbereich Betriebs- und Verkehrssicherheit. Hier wird das WOLKE-Schema von den Fahrschulen verwendet.
Als weitere Ergänzung/Variante existiert das WOLKE-AMA-Schema.

## Die Punkte im Einzelnen
| W | Wasser            | Kühlwasserstand / Scheibenwischwasserstand in Ordnung? Feuerwehr: Löschwasser in Fahrzeugtank?                                                                                            |  |
| O | Öl                | Motorölstand in Ordnung? Pumpenschmierungsintervalle eingehalten? |  |
| L | Luft              | Reifenluftdruck in Ordnung? Reifen ohne Beschädigung nach Geländeeinsatz? LKW: Luftfilter sauber?                                                                                         |  |
| K | Kraftstoff        | Hat das Fahrzeug genug Kraftstoff im Tank? Sind vorhandene Reservekanister voll? |  |
| E | Elektrik          | Fahrzeugbeleuchtung in Ordnung? Ladegeräte für medizinisches Gerät, Handscheinwerfer, Funkgeräte in Betrieb?                                                                              |  |
|   |                   | |  |
| N | Notfallausrüstung | Ist Notfallausrüstung für den Fall eines Unfalles vorhanden (Verbandkasten, Warndreieck, Warnweste, Bordwerkzeug, Abschleppseil, Starterkabel, Abdichtmaterial, Sicherheitsdatenblätter)? |  |
|   |                   | |  |
| A | Ausrüstung        | Sind Fahrzeugheber, Ersatzrad, Erste-Hilfe-Kasten, Warndreieck vorhanden und funktionstüchtig?                                                                                            |  |
| M | Mitfahrer         | Sind alle Mitfahrer dabei? Bundeswehr / Hilfsorganisationen: Ist die Mannschaft vollzählig?                                                                                               |  |
| A | Anhänger          | Ist der Anhänger in Ordnung, korrekt angekuppelt und angeschlossen? |  |